# 103
Het jaar 103 is het 3e jaar in de 2e eeuw volgens de christelijke jaartelling.

## Gebeurtenissen

### Italië
- Keizer Trajanus laat de haven van Civitavecchia aanleggen.
- In Rome wordt Plinius de Jongere lid van het college van de augurs. Hij krijgt de taak om de tekens (auspicia) van de goden te observeren en analyseren.

### Europa
- Legio X Gemina wordt overgeplaatst naar Pannonië in Aquincum en later gevestigd in Vindobona (huidige Wenen) waar het tot in de 5e eeuw zal blijven.
- Apollodorus van Damascus, Grieks architect, bouwt bij de stad Severin over de Donau, de Brug van Trajanus. De brug heeft een lengte van 1135 meter.

### Syrië
- In Palmyra (Stad van de Duizend Zuilen) een oasestad in de Syrische woestijn, wordt ter ere van de god Baäl een tempel gebouwd.

## Overleden
- Marcus Valerius Martialis (ca. 40 - ca. 103), Romeins epirisch dichter
- Sextus Julius Frontinus (ca. 35 - 103), Romeins consul en schrijver